# Железноводский
Железново́дский — посёлок в Предгорном районе (муниципальном округе) Ставропольского края России.
До 16 марта 2020 года являлся административным центром муниципального образования «Сельское поселение Пригородный сельсовет».

## География
Поселок Железноводский находится в особо охраняемом эколого-курортном регионе Кавказский Минеральных Вод и граничит с городом Железноводском.
Расстояние до краевого центра: 124 км.
Расстояние до районного центра: 18 км.

## История
Дата основания: 26 сентября 1863 года (первое упоминание). По другим данным — в 1868 году:8.

## Население
| 1925 | 1926  | 1989  | 2002  | 2010  | 2014  | 2021  |
| ---- | ----- | ----- | ----- | ----- | ----- | ----- |
| 1284 | ↗1449 | ↘1386 | ↗1636 | ↗1710 | ↗1750 | ↗1765 |

По данным переписи 2002 года, в национальной структуре населения преобладают русские (75 %).

## Образование
- Детский сад № 33[11]

## Связь
Фиксированная связь и ADSL
Ставропольский филиал Ростелекома
Сотовая связь 2G/3G/4G
МегаФон, Билайн, МТС.